# Hannes Blank
Hannes Blank (* 30. April 1983 in Dieburg) ist ein ehemaliger deutscher Radrennfahrer.

## Werdegang
Hannes Blank schloss sich 2006 dem deutschen Continental Team Lamonta an, für das er bei der Bayern-Rundfahrt die U23-Wertung für sich entscheiden konnte und eine Etappe des Circuito Montañés gewann.
Im Jahr 2007 wechselte zum Luxemburger Continental Team Differdange, bei dem er nach Ablauf der Saison 2009 seine internationale Laufbahn beendete. Für diese Mannschaft bestritt er Rennen innerhalb und außerhalb Europas, z. B. in Malaysia, Gabun und Südkorea. Er gewann 2007 eine Etappe der Korea-Rundfahrt und 2009 das estnische Eintagesrennen. Bei den französischen Etappenrennen Tour Alsace und Circuit de Lorraine wurde er 2008 in der Gesamtwertung Zweiter bzw. Dritter.
Während seiner Zeit als Leistungsradsportler erwarb er die allgemeine Hochschulreife. Im Alter von 26 Jahren beendete er seine Sportkarriere, die er nach eigenen Aussagen nur fortgesetzt hätte, wenn er ein Angebot eines größeren Teams erhalten hätte. Er studierte anschließend Osteuropastudien und Rechtswissenschaft, die er Alter von 33 Jahren mit dem Master abschloss. 2016 begann er eine berufliche Tätigkeit als Unternehmensberater in Moskau.

## Erfolge
2006
- Nachwuchswertung Bayern-Rundfahrt
- eine Etappe Circuito Montañés

2007
- eine Etappe Korea-Rundfahrt

2009
- SEB Tartu GP

## Teams
- 2006 Lamonta
- 2007–2009 Continental Team Differdange / Differdange-Apiflo Vacances